# Президентские выборы в Чили (1826)
Первые президентские выборы в Чили прошли 8 июля 1826 года. Национальный Конгресс Чили проголосовал за выборы первого президента Чили. Выборы проходили после ухода в отставку генерала Рамона Фрейре с поста верховного директора Чили 7 июля 1826 года. В ночь с 7 на 8 июля Конгресс постановил, что верховный глава Чили должен именоваться Президентом Республики, а вице-президент должен также избираться и заменить президента в случае болезни, отсутствия президента или по иным причинам. 
8 июля Национальный Конгресс избрал президентом республики Мануэля Бланко Энкалада, а вице-президентом — Агустина Эйсагирре. 

## Результаты

### Президент
| Кандидат                | Голоса | %      |
| Мануэль Бланко Энкалада | 22     | 59,45% |
| ----------------------- | ------ | ------ |
| Хозе Мигель Инфанте     | 15     | 40,54% |
| Всего                   | 37     | 100%   |

### Вице-президент
| Кандидат                | Голоса | %      |
| Агустин Эйсагирре       | 20     | 57,14% |
| ----------------------- | ------ | ------ |
| Франсиско Антонио Пинто | 15     | 42,85% |
| Всего                   | 35     | 100%   |